# 韋萊涅
韋萊涅是斯洛文尼亞北部韋萊涅城市市鎮内的城市及其行政中心。2019年人口24,327人。
其第一次在文獻中被提到可追溯至1264年。欧洲家電製造商戈莱涅（Gorenje）的總部設在韋萊涅。韋萊涅還是雅典奧運會銅牌得主约兰达·切普拉克的家鄉。